# Governo Berlusconi I
Il governo Berlusconi I è stato il cinquantunesimo esecutivo della Repubblica Italiana, il primo della XII legislatura. È da molti ritenuto il primo governo della cosiddetta Seconda Repubblica.
Il governo rimase in carica dall'11 maggio 1994 al 17 gennaio 1995, per un totale di 251 giorni, ovvero 8 mesi e 6 giorni. È stato il primo ed unico governo nella storia della Repubblica Italiana in cui erano presenti esponenti del Movimento Sociale Italiano.
Ottenne la fiducia al Senato della Repubblica il 18 maggio 1994 con 159 voti favorevoli, 153 contrari e 2 astenuti.
Ottenne la fiducia alla Camera dei deputati il 20 maggio 1994 con 366 voti favorevoli e 245 contrari.
Diede le dimissioni il 22 dicembre 1994 a seguito di numerose tensioni fra il presidente del Consiglio Berlusconi e la Lega Nord, che, di conseguenza, decise di uscire dalla maggioranza.

## Compagine di governo

### Appartenenza politica
| Partito | Partito                       | Presidente | Ministri | Sottosegretari | Totale |
| ------- | ----------------------------- | ---------- | -------- | -------------- | ------ |
|         | Forza Italia                  | 1          | 8        | 13             | 22     |
|         | Movimento Sociale Italiano    | -          | 5        | 12             | 17     |
|         | Lega Nord                     | -          | 5        | 10             | 15     |
|         | Centro Cristiano Democratico  | -          | 2        | 2              | 4      |
|         | Unione di Centro              | -          | 2        | -              | 2      |
|         | Fondazione Liberaldemocratica | -          | 1        | -              | 1      |
|         | Indipendenti                  | -          | 2        | 1              | 3      |
| Totale  | Totale                        | 1          | 25       | 38             | 64     |

### Provenienza geografica
La provenienza geografica dei membri del Consiglio dei ministri si può così riassumere:
| Regione               | Presidente | Ministri | Sottosegretari | Totale |
| --------------------- | ---------- | -------- | -------------- | ------ |
| Lombardia             | 1          | 6        | 5              | 12     |
| Sicilia               | -          | 2        | 6              | 8      |
| Campania              | -          | 2        | 5              | 7      |
| Piemonte              | -          | 2        | 3              | 5      |
| Veneto                | -          | -        | 5              | 5      |
| Lazio                 | -          | 3        | 1              | 4      |
| Toscana               | -          | 3        | 1              | 4      |
| Puglia                | -          | 2        | 2              | 4      |
| Calabria              | -          | 1        | 2              | 3      |
| Liguria               | -          | 1        | 2              | 3      |
| Sardegna              | -          | 1        | 2              | 3      |
| Emilia-Romagna        | -          | 1        | 1              | 2      |
| Umbria                | -          | 1        | -              | 1      |
| Abruzzo               | -          | -        | 1              | 1      |
| Friuli-Venezia Giulia | -          | -        | 1              | 1      |
| Marche                | -          | -        | 1              | 1      |

### Sostegno parlamentare
- Sostegno parlamentare al momento della fiducia (18 maggio al Senato, 20 maggio alla Camera).

| Camera                  | Collocazione | Partiti | Seggi     |
| ----------------------- | ------------ | --- | --------- |
| Camera dei deputati     | Maggioranza  | LN (116), FI (113), MSI (109), CCD (27), Altri (5)                                                                              | 370 / 630 |
| Camera dei deputati     | Opposizione  | PDS (129), PRC (39), PPI (33), PSI (16), FdV (11), AD (10), Patto Segni (9), La Rete (8), Minoranze linguistiche (4), Altri (1) | 260 / 630 |
| Senato della Repubblica | Maggioranza  | LN (59), MSI (48), FI (36), CCD (12), LAL (1), Altri (4)                                                                        | 160 / 326 |
| Senato della Repubblica | Opposizione  | PDS (76), PPI (34), PRC (18), PSI (10), FdV (7), La Rete (6), AD (6), SVP (3), UV (1), Altri (5)                                | 166 / 326 |

## Composizione
| Carica                                            | Titolare                              | Titolare                              | Titolare                              | Sottosegretari |
| Presidenza del Consiglio dei ministri             | Presidenza del Consiglio dei ministri | Presidenza del Consiglio dei ministri | Presidenza del Consiglio dei ministri | Sottosegretari di Stato alla Presidenza del Consiglio |
| ------------------------------------------------- | ------------------------------------- | ------------------------------------- | ------------------------------------- | --- |
| Presidente del Consiglio                          |                                       |                                       | Silvio Berlusconi (FI)                | - Gianni Letta (Indipendente) - Segretario del Consiglio dei ministri con delega al turismo e allo spettacolo - Ombretta Fumagalli Carulli (CCD) - con delega alla Protezione Civile - Luigi Grillo (FI) - con delega ai problemi delle aree urbane e all'attuazione della legge Roma Capitale, dal 21/09/1994 |
| Vicepresidente del Consiglio                      |                                       |                                       | Roberto Maroni (LN)                   | - Gianni Letta (Indipendente) - Segretario del Consiglio dei ministri con delega al turismo e allo spettacolo - Ombretta Fumagalli Carulli (CCD) - con delega alla Protezione Civile - Luigi Grillo (FI) - con delega ai problemi delle aree urbane e all'attuazione della legge Roma Capitale, dal 21/09/1994 |
| Vicepresidente del Consiglio                      |                                       | Giuseppe Tatarella (MSI)              |                                       | - Gianni Letta (Indipendente) - Segretario del Consiglio dei ministri con delega al turismo e allo spettacolo - Ombretta Fumagalli Carulli (CCD) - con delega alla Protezione Civile - Luigi Grillo (FI) - con delega ai problemi delle aree urbane e all'attuazione della legge Roma Capitale, dal 21/09/1994 |
| Ministri senza portafoglio                        | Ministri senza portafoglio            | Ministri senza portafoglio            | Ministri senza portafoglio            | Sottosegretari di Stato |
| Coordinamento delle politiche dell'Unione Europea |                                       |                                       | Domenico Comino (LN)                  | Carica non assegnata |
| Famiglia e solidarietà sociale                    |                                       |                                       | Antonio Guidi (FI)                    | Carica non assegnata |
| Funzione pubblica e Affari regionali              |                                       |                                       | Giuliano Urbani (FI)                  | Carica non assegnata |
| Italiani nel mondo                                |                                       |                                       | Sergio Berlinguer (Indipendente)      | Carica non assegnata |
| Rapporti con il Parlamento                        |                                       |                                       | Giuliano Ferrara (FI)                 | Carica non assegnata |
| Riforme istituzionali                             |                                       |                                       | Francesco Speroni (LN)                | Carica non assegnata |
| Ministero                                         | Ministri                              | Ministri                              | Ministri                              | Sottosegretari di Stato |
| Affari esteri                                     |                                       |                                       | Antonio Martino (FI)                  | - Livio Caputo (FI) - Franco Rocchetta (LN) - Vincenzo Trantino (MSI) |
| Interno                                           |                                       |                                       | Roberto Maroni (LN)                   | - Maurizio Gasparri (MSI) - Marianna Li Calzi (FI) - Domenico Lo Jucco (FI) - con delega alla Protezione Civile |
| Grazia e giustizia                                |                                       |                                       | Alfredo Biondi (UdC)                  | - Gian Franco Anedda (MSI) - Mario Borghezio (LN) - Domenico Contestabile (FI) |
| Bilancio e programmazione economica               |                                       |                                       | Giancarlo Pagliarini (LN)             | - Ilario Floresta (FI) - Antonio Parlato (MSI) |
| Finanze                                           |                                       |                                       | Giulio Tremonti (FLD)                 | - Roberto Asquini (LN) - Filippo Berselli (MSI) - Sandro Trevisanato (FI) |
| Tesoro                                            |                                       |                                       | Lamberto Dini (Indipendente)          | - Marisa Bedoni (LN) - Salvatore Cicu (FI) - Giovanni Mongiello (CCD) - Antonio Rastrelli (MSI) |
| Difesa                                            |                                       |                                       | Cesare Previti (FI)                   | - Guido Lo Porto (MSI) - Mauro Polli (LN) |
| Pubblica istruzione                               |                                       |                                       | Francesco D'Onofrio (CCD)             | - Fortunato Aloi (MSI) - Mariella Mazzetto (LN) |
| Lavori pubblici                                   |                                       |                                       | Roberto Maria Radice (FI)             | - Stefano Aimone Prina (LN) - Domenico Nania (MSI) |
| Risorse agricole, alimentari e forestali          |                                       |                                       | Adriana Poli Bortone (MSI)            | - Paolo Scarpa Bonazza Buora (FI) |
| Trasporti e navigazione                           |                                       |                                       | Publio Fiori (MSI)                    | - Sergio Cappelli (LN) - Gianfranco Miccichè (FI) |
| Poste e telecomunicazioni                         |                                       |                                       | Giuseppe Tatarella (MSI)              | - Antonio Marano (LN) |
| Industria, commercio e artigianato                |                                       |                                       | Vito Gnutti (LN)                      | - Giampiero Beccaria (FI) - Francesco Pontone (MSI) |
| Sanità                                            |                                       |                                       | Raffaele Costa (UdC)                  | - Giulio Conti (MSI) - Giuseppe Nisticò (FI) |
| Commercio con l'estero                            |                                       |                                       | Giorgio Bernini (FI)                  | Carica non assegnata |
| Lavoro e previdenza sociale                       |                                       |                                       | Clemente Mastella (CCD)               | - Carmelo Porcu (MSI) - Adriano Teso (FI) |
| Beni culturali e ambientali                       |                                       |                                       | Domenico Fisichella (MSI)             | Carica non assegnata |
| Ambiente                                          |                                       |                                       | Altero Matteoli (MSI)                 | - Roberto Lasagna (FI) |
| Università, ricerca scientifica e tecnologica     |                                       |                                       | Stefano Podestà (FI)                  | - Giovanni Meo Zilio (LN) |

## Cronologia

### 1994
Aprile
- 28 aprile 1994 - Il Presidente della Repubblica conferisce a Silvio Berlusconi l'incarico di formare il nuovo governo. Berlusconi accetta con riserva.[21]

#### Maggio
- 10 maggio 1994 - Berlusconi scioglie positivamente la riserva e vara il suo primo governo, sostenuto da Forza Italia (FI), Lega Nord (LN), Alleanza Nazionale (AN-MSI), Centro Cristiano Democratico (CCD) e Unione di Centro (UdC).
- 18 maggio 1994 - Il governo ottiene la fiducia al Senato della Repubblica con 159 sì, 153 no e 2 astenuti[9]. Determinante per l'esito positivo del voto è l'abbandono dell'aula da parte dei senatori popolari Stefano Cusumano, Vittorio Cecchi Gori, Tomaso Zanoletti e Luigi Grillo, che vengono sospesi dal PPI.[22]
- 20 maggio 1994 - Il governo ottiene la fiducia alla Camera dei deputati, con 366 sì e 245 no. Vota a favore Giulio Tremonti, eletto nel Patto Segni e nominato Ministro delle Finanze; vota contro Sergio Castellaneta, eletto nella Lega Nord e che lascia conseguentemente il partito[10].

#### Giugno
- 12 giugno 1994 - Si svolgono le elezioni per la IV legislatura del Parlamento europeo, che in Italia vedono l'affermazione dello schieramento di centrodestra. Contestualmente alle elezioni europee si svolgono le elezioni amministrative.
- 13 giugno 1994 - A seguito della sconfitta elettorale alle elezioni europee ed amministrative Achille Occhetto si dimette da segretario del Partito Democratico della Sinistra, Ottaviano Del Turco da segretario del Partito Socialista Italiano e Willer Bordon da coordinatore di Alleanza Democratica.
- 21 giugno 1994 - Valdo Spini è nominato coordinatore del Partito Socialista Italiano.
- 29 giugno 1994 - Il Parlamento, riunito in seduta comune, elegge al primo scrutinio Sergio Fois, Gian Vittorio Gabri, Franco Fumagalli, Carlo Federico Grosso, Andrea Proto Pisani, Giovanni Fiandaca, Alfredo Pazzaglia, Agostino Viviani e Franco Franchi al Consiglio superiore della magistratura.

#### Luglio
- 1º luglio 1994 - Massimo D'Alema è eletto segretario del Partito Democratico della Sinistra al posto del dimissionario Occhetto.
- 13 luglio 1994 - Il Consiglio dei ministri vara un decreto-legge che limita i reati per i quali la magistratura può disporre la richiesta di custodia cautelare e impone il segreto sulla comunicazione degli avvisi di garanzia. Il provvedimento, noto anche come "decreto Biondi" (dal nome del ministro di grazia e giustizia Alfredo Biondi) aprirebbe le porte del carcere per molti degli imputati delle inchieste di Tangentopoli.
- 14 luglio 1994 - I principali magistrati del pool milanese che ha animato la stagione di Mani Pulite, Antonio Di Pietro, Gherardo Colombo e Piercamillo Davigo, chiedono l'assegnazione ad altro incarico nel corso di una conferenza stampa tenuta presso la Procura della Repubblica di Milano. Il marciapiede su cui si affaccia l'ingresso principale del Palazzo di Giustizia ospita la manifestazione spontanea di un gruppo di cittadini, che protestano in solidarietà con i magistrati e contro il decreto Biondi. Proteste contro il decreto anche da Lega Nord e Alleanza Nazionale, che chiedono modifiche.
- 18 luglio 1994 - Il Ministro dell'Interno Roberto Maroni (Lega Nord) minaccia le dimissioni nel caso in cui il decreto Biondi venga approvato.
- 20 luglio 1994 - Piero Alberto Capotosti è eletto al terzo scrutinio membro del Consiglio superiore della magistratura.
- 21 luglio 1994 - La Camera nega (con 33 sì, 418 no e 41 astenuti) i requisiti di urgenza del decreto Biondi, facendolo quindi decadere.
- 27 luglio 1994 - Rocco Buttiglione è eletto segretario del Partito Popolare Italiano.
- 28 luglio 1994 - Paolo Berlusconi, fratello minore e socio d'affari del presidente del Consiglio in carica, viene tratto in custodia cautelare nell'ambito di un'inchiesta sulla corruzione della Guardia di Finanza da parte del gruppo Fininvest. Nelle seguenti settimane viene interrogato dal sostituto procuratore Antonio Di Pietro.

#### Agosto
- 4 agosto 1994 - Muore a Roma il senatore a vita ed ex Presidente del Senato Giovanni Spadolini.
- 11 agosto 1994 - Il Presidente della Repubblica Oscar Luigi Scalfaro rinvia alle Camere il disegno di legge di conversione del decreto-legge 401/1994 ("Disposizioni urgenti in materia di organizzazione delle unità sanitarie locali")

#### Settembre
- 28 settembre 1994 - Il governo presenta al Parlamento la Legge Finanziaria 1995, dal valore di 48 000 miliardi di lire. La legge prevede tra le varie cose un consistente taglio della spesa per le pensioni.

#### Ottobre
- 14 ottobre 1994 - Le confederazioni sindacali proclamano uno sciopero generale e portano in piazza oltre 3 milioni di persone, in 90 manifestazioni nelle principali città della penisola. Record di presenze a Milano, Torino e Roma. L'agitazione contesta i tagli alla spesa pensionistica contenuta nella Legge Finanziaria 1995. È il più grande sciopero degli ultimi vent'anni, in termini di partecipazione effettiva. In seguito governo e sindacati avviano un tavolo di trattative
- 18 ottobre 1994 - Il ministro di Grazia e Giustizia Alfredo Biondi avvia un'inchiesta ministeriale sui giudici del pool milanese.

#### Novembre
- 4 novembre 1994 - Berlusconi rompe il tavolo di trattative tra governo e sindacati sul nodo della riforma del sistema pensionistico. Ripartono le agitazioni sindacali, viene programmata una manifestazione nazionale contro la Legge Finanziaria e contro il governo Berlusconi.
- 10 novembre 1994 - Si tiene il XLVII Congresso del Partito Socialista Italiano, che delibera lo scioglimento del partito. Al suo posto nasce la nuova formazione dei Socialisti Italiani, di cui Enrico Boselli è eletto segretario e Gino Giugni presidente. Le componenti contrarie allo scioglimento danno vita al Partito Socialista Riformista, con Fabrizio Cicchitto segretario ed Enrico Manca presidente.
- 12 novembre 1994 - Manifestazione nazionale indetta dai sindacati a Roma contro i tagli alle pensioni e in difesa dei diritti dei lavoratori. Più di un milione di persone riempie le piazze della capitale per protestare contro la Legge Finanziaria del governo. È la più grande manifestazione sindacale di piazza nella storia dell'Italia repubblicana.
- 14 novembre 1994 - La Camera approva (con 321 sì e 134 no) la questione di fiducia posta dal governo sull'articolo 30 della Legge di razionalizzazione della finanza pubblica.
- 16 novembre 1994 - La Camera approva con due distinte votazioni le questioni di fiducia poste dal governo sugli articoli 10 e 11 della Legge di razionalizzazione della finanza pubblica.
- 18 novembre 1994 - Il presidente della Repubblica Oscar Luigi Scalfaro rinvia alle Camere il disegno di legge di conversione del decreto-legge 545/1994 ("Norme di interpretazione e di modificazione del decreto-legge 487/1992, convertito con modificazioni dalla legge 33/1993, e successive integrazioni, concernente la soppressione dell'EFIM").
- 20 novembre 1994 - Si svolgono le elezioni amministrative in 242 comuni, che vedono un calo di FI e un avanzamento di PDS e AN.
- 22 novembre 1994 - Mentre presiede a Napoli la Conferenza mondiale delle Nazioni Unite sulla criminalità organizzata, Berlusconi si vede recapitare un invito a comparire dinanzi alla Procura di Milano, nell'ambito delle indagini sul suo gruppo.

#### Dicembre
- 1º dicembre 1994 - Viene siglato un patto tra governo e sindacati. Il primo stralcia i provvedimenti sulle pensioni dalla Legge Finanziaria 1995, in via di approvazione entro la fine del mese. I secondi rinunciano allo sciopero generale annunciato per l'indomani, il 2 dicembre.
- 6 dicembre 1994 - Il sostituto procuratore di Milano Antonio Di Pietro si dimette dalla magistratura, sfilandosi la toga in aula alla fine dell'ultima requisitoria per il processo Enimont. Tra le motivazioni prevale la protesta contro la campagna di delegittimazione avviata nei confronti del pool di Milano, attraverso denunce e ispezioni ministeriali.
- 7 dicembre 1994 - La Corte Costituzionale dichiara parzialmente incostituzionale la Legge Mammì.
- 17 dicembre 1994 - La Lega Nord annuncia l'uscita dalla maggioranza a causa delle divergenze con il resto del Polo.
- 20 dicembre 1994 - La Camera approva in via definitiva (con 237 sì, 161 no e 29 astenuti) la Legge Finanziaria 1995. Lega Nord, Partito Democratico della Sinistra e Partito Popolare Italiano presentano una mozione di sfiducia al governo.
- 21 dicembre 1994 - Privo di una maggioranza, Berlusconi annuncia alla Camera le dimissioni del governo.
- 22 dicembre 1994 - Berlusconi sale al Quirinale e rassegna le dimissioni, chiedendo il ritorno alle urne. Il Presidente della Repubblica Oscar Luigi Scalfaro accetta le dimissioni ma, constatata l'esistenza di una maggioranza alternativa dopo le consultazioni, affida, a norma di Costituzione vigente, il mandato per la composizione di un nuovo esecutivo al Ministro del Tesoro del governo Berlusconi, Lamberto Dini.

### 1995

#### Gennaio
- 17 gennaio 1995 - Con il formale passaggio di consegne, si conclude il governo Berlusconi I e nasce il governo Dini.